# Spore
Spore là trò chơi điện tử tập hợp nhiều thể loại do hãng Maxis phát triển với sự thiết kế của Will Wright cho hệ máy tính cá nhân và đã phát hành cho hai hệ điều hành Windows và Mac vào ngày 07 tháng 9 năm 2008. Trò chơi sẽ đưa người chơi vào vai trò một đấng tạo hóa dẫn dắt sự sống của cả một chủng tộc do mình tạo ra từ khi còn là một đơn bào tiến hóa thành loài có tri thức cho đến khi nền văn minh của mình bắt đầu thám hiểm và chinh phục vũ trụ rộng lớn.
Các thể loại trong trò chơi có thể nói bao gồm nhập vai thần thánh, mô phỏng sự sống, chiến thuật thời gian thực, hành động, nhập vai... Tác phẩm đã thu hút được nhiều sự chú ý rộng do phạm vi rộng lớn của nó với kết thúc mở cũng như cách chơi tự do. Người chơi có thể tạo ra một sinh vật độc đáo theo trí tưởng tượng của mình và ném chúng vào môi trường sống để xem các sinh vật đó phát triển như thế nào. Với 5 giai đoạn chính của sự tiến hóa là vi sinh, động vật, bộ lạc, văn minh và thám hiểm vũ trụ. Mỗi giai đoạn có các cách tiến hóa khác nhau như vi sinh thì sẽ ăn thực vật, ăn thịt hay ăn tạp, với động vật thì sẽ sinh sôi theo hướng tiêu diệt và ăn thịt các loài khác hoặc sẽ hợp tác với chúng cũng như thế đối với giai đoạn bộ lạc, giai đoạn văn minh là lúc đi chinh phục thế giới qua con đường đối thoại, giao thương hay chiến tranh và cuối cùng là giai đoạn thám hiểm vũ trụ. Khi đã chọn con đường tiến hóa của một giai đoạn thì giai đoạn sau sinh vật sẽ có kỹ năng đặc biệt đúng với con đường đã chọn.
Dù việc phát hành bị dời lại nhiều lần nhưng khi Spore chính thức phát hành thì đã nhận được nhiều đánh giá tích cực đặc biệt là với khả năng cho phép người chơi tự tạo ra các sinh vật, phương tiện, nhà cửa cũng như người chơi có thể chia sẻ "tác phẩm" đó của mình lên Sporepedia để những người khác có thể tải về. Các phiên bản khác của tác phẩm cũng đã được thực và phát hành như bản mở rộng Spore: Galactic Adventures, Spore Origins cho hệ di động, Spore Creatures và Hero Arena cho hệ Nintendo DS và Spore Hero cho Wii... Nhưng cũng có các ý kiến là cách chơi không có chiều sâu và quá đơn giản cũng như hệ thống quản lý bản quyền kỹ thuật số và SecuROM khiến cho nhiều người chơi nổi nóng khi phát hiện nó tiềm ẩn khả năng gây rủi ro an ninh cho máy tính.

## Phát triển

### Thực hiện
Spore là tên gốc và chưa từng được thay đổi của dựa án này. Ban đầu Wright dự định đặc tên cho dự án là SimEverything nhưng Ocean Quigley người nhận nhiệm vụ phát triển chính của Maxis đã đề nghị dùng tên Spore. Wright đã nói về việc đó là "Việc không đặc tên có chữ Sim phía trước tạo cảm giác rất lạ với tôi. Nó giống như muốn thoát ra và trở thành thứ hoàn toàn khác những gì mà dòng Sim đang giữ." và nó cũng giúp ông thoát ra khỏi những định kiến mà dòng Sim sẽ mang tới.
Việc phát triển Spore đã được thực hiện từ năm 2000 cùng lúc với The Sims Online. Các phiên bản đầu tiên được lấy cảm hứng từ dự án SETI, Wright đã nói rằng "Khái niệm ban đầu được nhen nhóm là tạo ra một thiên hà ảo và bạn có thể bay vòng quanh để khám phá". Thông tin của trò chơi đã được đăng trên tạp chí Wired năm 2004 với chủ đề là thể hiện chu kỳ tiến hóa dưới dạng trò chơi chứ không nói trực tiếp về trò chơi này. Lần đầu tiên Spore được thật sự xác nhận sự tồn tại trước công chúng là tại Hội nghị phát triển trò chơi điện tử năm 2005 khi nó được nhắc tới trong một buổi diễn thuyết về phát triển khả năng tùy biến.
Trò chơi được chính thức giới thiệu tại hội chợ triển lãm Giải trí điện tử (E3) năm 2005. Quay trở lại Hội nghị phát triển trò chơi điện tử tổ chức năm 2006 thì có hai cuộc hội thảo về trò chơi là Community Around Pollinated Content in Spore và Spore: BuildingPreproduction Through Prototyping đã được tổ chức. Một đoạn phim giới thiệu trong sự kiện E3 năm 2006 đã được thực hiện khi đó có sự tham gia chỉnh sửa của con người giới thiệu bộ công cụ thiết kế sinh vật cũng như cho cái nhìn thoáng qua về ý tưởng của trò chơi. Khi đó Will Wright đã nói rằng trò chơi chịu ảnh hưởng của rất nhiều chương trình truyền hình, phim và đồ chơi như Lego và Chiến tranh giữa các vì sao. Nhưng tại sự kiện E3 năm 2007 thì trò chơi đã cho thấy sự thay đổi lớn trong cách nhìn nhất là đồ họa một lần nữa, Sporepedia được thực hiện dựa trên Web 2.0 cũng đã được giới thiệu khi đó.
Tại sự kiện D.I.C.E. Summit, Wright đã giới thiệu bốn nhà thiết kế trong nhóm dựa trên phong cách thiết kế của họ một cách vui nhộn như đạo diễn nghệ thuật và lồng tiếng Quigley như nhà nghiên cứu, Chaim Gingold là người làm đồ chơi, Jenna Chalmers là đầu xỏ, Alex Hutchinson là cao bồi còn chính mình là cảnh sát giao thông. Quigley tiết lộ tại sự kiện này là việc thực hiện các công cụ thiết kế (như bộ thiết kế sinh vật là một ví dụ) cực kỳ khó khăn để giúp người sử dụng dễ tiếp cận và mô tả nó giống như "Nghệ thuật chỉ đạo hàng triệu người nghiệp dư... [Người chơi] bình thường vốn thường không có khả năng tốt trong việc cảm nhận cách thực hiện một nhân vật như thế nào là tốt, vì thế bạn sẽ phải tập hợp tất cả các thủ thuật và công cụ vào một chỗ, để khi họ bắt tay vào làm thứ gì đó ít nhất nó sẽ trông cũng được.".
Soren Johnson chỉ đạo thiết kế Civilization IV đã tham gia vào dự án vào tháng 4 năm 2007. Ngay sau đó một số trang mạng chuyên về trò chơi điện tử đã dự đoán trò chơi sẽ phát hành trong năm 2008. Một cuộc hội thảo của EA ba tuần sau đó cũng đã xác nhận là trò chơi sẽ phát hành năm 2008 sau khi một lượng lớn những việc cần làm còn lại hoàn tất. Trong một cuộc phỏng vấn với Garnett Lee của GameVideos, Wright đã nói "Tôi đã trình bày với ông ấy, bạn biết đấy, về khả năng thể hiện [giai đoạn văn minh] với rất nhiều, ờ thì, chi tiết chiến lược không bị áp đảo bởi cách chơi chung.".
Đến tháng 7 năm 2007 thì trò chơi đã hoàn tất và chuyển sang giai đoạn thử nghiệm. Ngày 23 tháng 8 năm 2007 một bản chơi thử đã được giới thiệu tại sự kiện Games Convention.

### Chỉnh sửa
Cách chơi đã thay đổi rất nhiều kể từ khi Spore được bắt đầu phát triển. Các thay đổi nổi bật nhất có thể kể đến là góc nhìn trong thực tế từ việc mô tả một cách cứng ngắc hình dáng các vi sinh và động vật trong sự ra mắt tại Hội nghị phát triển trò chơi điện tử năm 2005. Thì sau đó các sinh vật được thiết kế trở nên mược mà và tròn trĩnh hơn, dễ thấy nhất là giai đoạn vi sinh với các tế bào có loại mắt giống người để chúng trông dễ thương hơn. Trong cuộc hội thảo tại sự kiện TED năm 2007, Wright đã nói rằng nhóm phát triển đã chia ra làm hai phe, một muốn đi theo hướng "dễ thương" nghiêng trọng tâm của trò chơi về phía giống như những gì mà dòng The Sims thường thể hiện và một muốn đi theo hướng "khoa học" thể hiện trò chơi càng thực tế càng tốt. Kết quả là trò chơi được thực hiện với sự dung hòa ý kiến của cả hai phe.
Một khía cạnh liên tục thay đổi khác là số lượng các giai đoạn trong trò chơi. Trong lần đầu giới thiệu vào năm 2005 trò chơi có tới 7 giai đoạn gồm đơn bào, thủy sinh, động vật, bộ lạc, phát triển thành phố, văn minh và vũ trụ. Còn tại sự kiện D.I.C.E. Summit trong tháng 2 năm 2007 trò chơi có đến 8 giai đoạn, giai đoạn thủy sinh bị bỏ ra và giai đoạn phân tử được thêm vào còn giai đoạn không gian chia ra làm hai là địa khai hóa các hành tinh trong hệ hành tinh và sau đó là giai đoạn chinh phục thiên hà. Đến sự kiện D.I.C.E. Summit trong tháng 3 năm 2007 thì co lại còn năm giai đoạn giai đoạn, giai đoạn phân tử và tế bào nhập lại làm một, giai đoạn thành phố bị bỏ ra, hai giai đoạn chinh phục không gian tiếp tục nhập lại thành một.

### Công nghệ
Spore sử dụng chủ yếu khả năng tùy biến chứ không phải một vật được thiết kế cố định. Wright đã nói về điều này trong một cuộc phỏng vấn tại hội chợ triển lãm Giải trí điện tử năm 2006. Các thông số của mỗi sinh vật sẽ chỉ chiếm một vài KB và ví von nó như "Hãy nghĩ về việc đó như việc chỉ chia sẻ DNA của sinh vật chứ không phải nguyên con vật đồ sộ chiếm hàng MB để chứa các hình phủ da, các chuyển động...". Đội ngũ thực hiện trò chơi đã phát triển một thuật toán để có thể trích xuất một lượng lớn dữ liệu từ một lượng nhỏ các thông tin quan trọng.
Trong trò chơi các chuyển động của sinh vật được thực hiện tự động "Trò chơi sẽ tự động biết làm thế nào để sinh vật của bạn có thể hoạt động dựa vào cách bạn lắp các chi với nhau. Ví dụ nếu sinh có 4 chân bạn có thể hình dung chúng có thể di chuyển chạy lòng vòng như một con ngựa.".
Trong buổi ra mắt đầu tiên của Spore, Wright đã tự mình tạo giới thiệu thử nghiệm ra một sinh vật trông giống bò sát (sinh vật này đã được người hâm mộ được mệnh danh là Willosaur và nó được dùng như một trong những sinh vật tiêu chuẩn của trò chơi sau đó). Sinh vật được giới thiệu là một loài bò sát có ba chân và một cái đuôi, các cảnh sinh hoạt của sinh vật này được giới thiệu gồm đi săn, ăn, bơi lội, sử dụng công cụ, tán tỉnh, dùng nhạc cụ và nhảy múa... tất cả các cử động này đều được tự động cập nhật mà không có sự tham gia điều chỉnh của con người. Wright sau đó cho thấy khả năng tự tạo sự di chuyển uyển chuyển của những sinh vật kỳ lạ như một sinh vật nhiều đầu với 6 chân, một con chim với cái đầu bự quá khổ làm cho nó hơi nghiên khi bay, một sinh vật trông giống như chó nhưng các chi sắp loạn xà ngầu... dù vậy ông cũng nói thêm là nếu bí ý tưởng thì người chơi có thể tạo ra các sinh vật giống như thực tế.
Wright thừa nhận rằng ông đã chỉ thuê một số ít các lập trình viên và các nghệ sĩ vì sự quen thuộc của họ với khả năng lập trình tùy biến và mô phỏng. Một ví dụ về phần mềm mà họ sử dụng là ParticleMan, nó mô phỏng lực hấp dẫn giữa các hạt trong một đám mây chức năng được dùng trong giai đoạn thám hiểm vũ trụ của trò chơi. Chương trình giúp dàn dựng quỹ đạo chuyển động của thiên thể tác động bởi lực hấp dẫn, sự hình thành tinh vân, sự hình thành sao và dòng hạt từ các nguồn như sao xung và lỗ đen.
Chris Hecker người đã tham gia thực hiện Spore (kể từ bản thử nghiệm đầu tiên của nó), đã trình bày hội thảo với nhan đề "Tại sao bạn nên chú ý vào khả năng tính toán đa biến" tại sự kiện GDC 2005 và Futureplay, tại đó ông mô tả phương pháp toán học cho một bề mặt ngầm và các phương pháp khác nhau để áp dụng dự đoán kết cấu các bề mặt như vậy. Sean O'Neil người làm việc như một nhà tư vấn cho Maxis "Để hỗ trợ R&D liên quan đến thế khả năng tùy biến và cung cấp khả năng hoạt động dựa trên các phân khúc". Ông có trang mạng riêng của mình nơi ông dùng để minh họa các hành tinh và mô phỏng sự thay đổi trong khí quyển tác động như thế nào đến nó một cách tùy biến.

### Âm nhạc
Brian Eno, người nổi tiếng với các bản nhạc thuộc thể loại Ambient đã nhận vị trí soạn nhạc cho trò chơi. Eno đã làm việc với Kent Jolly và Aaron McLeran để thực hiện một trong những phần mềm nhỏ chạy trong Spore gọi là "Shuffler" dựa trên ngôn ngữ lập trình Pure Data, nó cũng sẽ tự động cập nhật và tạo ra các bản nhạc nền từ các mẫu khác nhau. Eno đã bắt đầu làm việc với Wright và Spore từ trước tháng 6 năm 2006.

## Phát hành
Ngày phát hành của Spore đã bị dời lại nhiều lần như việc xuất hiện ở E3 ba lần cùng với lời hứa là sẽ phát hành năm sau tại mỗi sự kiện. Wired News đã xếp trò chơi hạng hai trong danh sách danh hiệu chương trình hơi đọng, một danh hiệu được trao cho các dự án với thời gian phát hành kéo còn hơn kẹo kéo để "ngưng tụ" đủ nếu nó không "bốc hơi" luôn. Gamasutra ngày 29 tháng 1 năm 2008 đã báo rằng mà việc phát hành có thể được hoãn lại cho đến mùa thu hoặc mùa đông năm 2008, hai ngày sau đó giám đốc điều hành John Riccitiello nói rằng Spore sẽ được phát hành vào trước kỳ nghỉ lễ.
Ngày 12 tháng 2 năm 2008, Electronic Arts công bố chính thức ngày phát hành sẽ là ngày 05 tháng 9 năm 2008 tại châu Âu và ngày 07 tháng 9 năm 2008 tại Bắc Mỹ.
Phiên bản Spore: Galactic Edition đã được công bố vào ngày 24 tháng 6 năm 2008. Phiên bản đặc biệt của phiên bản này đính kèm hai đĩa DVD chứa phim tài liệu về trò chơi do National Geographic Channel thực hiện là Making of Spore và How to Build a Better Being, một cuốn sách nhỏ có tên The Art of Spore, một áp phích và một cuốn sách 100 trang có tên Galactic Handbook.
Wright dự tính ngoài máy tính cá nhân thì trò chơi sẽ được phát hành trên các hệ máy khác, tại một cuộc phỏng vấn của GameSpy ông đã nói rằng "Thật ra chúng tôi dự định sẽ phát triển cho tất cả các hệ máy nhưng chúng tôi sẽ ưu tiên may tính cá nhân trước. Sau đó trò chơi sẽ xuất hiện trên di động và những thứ tương tự". Trong cuộc phỏng vấn khác của Videogamesblogger.com, Wright đã nói rằng trò chơi sẽ được làm khác nhau cho các hệ máy khác nhau. Như đối với hệ Wii trò chơi sẽ cung cấp rất nhiều chi tiết mới đến nỗi phiên bản này có thể xem là một trò chơi mới.
Ngày 13 tháng 2 năm 2007, thì đã có thông báo về việc phiên bản cho hệ Nintendo DS và hệ di động sẽ là phiên bản độc lập nhưng vẫn phát hành cùng ngày với bản chính cho hệ máy tính. Phiên bản DS là dạng trò chơi nhập vai 2D có tên Spore Creatures, còn hệ di động là Spore Origins dưới dạng sinh tồn. Việc Wright đề cập đến hệ hệ máy Wii vào ngày 26 tháng 10 năm 2007 là vì đây là hệ máy mà ông yêu thích còn thực tế khi đó chưa có kế hoạch cho phiên bản trên hệ máy này. Còn những hệ máy "ngoài vùng phủ sóng" khác thì đến ngày 13 tháng 2 năm 2008 Electronic Arts cũng chưa có thông tin gì về các phiên bản của chúng nhưng đã xác nhận về việc thực hiện phiên bản cho hệ Wii. Ngày 06 tháng 3 năm 2008, thì phiên bản trên hệ iPhone đã được giới thiệu tại sự kiện Apple's iPhone SDK nhưng không có hứa hẹn là phiên bản đó sẽ được phát hành. Bản chơi thử iPhone sử dụng cảm ứng chạm và khả năng xoay chuyển của hệ máy này.

## Đón nhận

### Đánh giá
IGN tại Úc đã đánh giá Spore điểm 9,2/10 với nhận xét "Nó sẽ giúp chúng ta nhận thức được chúng ta đã đi đến đâu và sẽ đến đâu cũng như Spore sẽ thay đổi cách nghĩ của bạn về vũ trụ nơi ta đang sống.". PC Gamer UK đã đánh giá trò chơi là 91% kèm nhận định "Thành công của trò chơi này là một thảm họa. Bằng cách thiết lập gieo mầm sự sáng tạo gây một cảm giác ngạc nhiên và ấn tượng trước sự uy nghi của vũ trụ, nó cho chúng ta thấy thật sự còn nhiều thứ thú vị hơn việc ngồi trước máy tính và cân não với nhau.". GameSpy đã xếp trò chơi 4,5/5 sao và nói "Spore là một thắng lợi về công nghệ mới giới thiệu một cách hoàn toàn mới để có thể khai thác cái giếng không đáy của sự thích thú.".
Hầu hết các phàn nàn về trò chơi là cách chơi thiếu chiều sâu của bốn gai đoạn đầu, trong 9 trên 10 bài nhận xét tại Eurogamer với nhận xét chung "Vì mục tiêu chung vĩ đại, bốn giai đoạn đầu của trò chơi không phải xuất sắc mà chúng chỉ thoáng qua.". 1UP.com đã giải thích việc cho trò chơi điểm B+ là vì "Đây không phải là trò chơi xuất sắc nhưng chắc chắc là trò chơi mà một người chơi điện tử thật thụ không thể bỏ qua.". GameSpot đã cho trò chơi điểm 8/10 và gọi Spore là "Một trò chơi tuyệt vời cho những giờ vui chơi giải trí chất lượng một cách đáng ghi nhận" nhưng thêm là "Riêng cách chơi thì cực kỳ đơn giản.". Jason Ocampo tại IGN đã cho trò chơi điểm 8,8/10 với nhận xét "Maxis đã thực hiện một sản phẩm ấn tượng mà nó tạo ra rất nhiều điều đáng kinh ngạc" và "Spore là một sản phẩm tuyệt vời nhưng nó không hoàn toàn là một trò chơi tuyệt vời.". The New York Times đánh giá Spore chủ yếu xoay quanh việc thiếu chiều sâu và chất lượng của cách chơi với nhận xét "Hầu hết các phần cơ bản cốt lõi nhất của trò chơi, không may lại khá mỏng.". Các nhận xét tại PC Gamer US cho rằng "Không hợp lý khi so sánh Spore với nhiều trò chơi khác.".

### Hệ thống quản lý bản quyền kỹ thuật số
Hệ thống quản lý bản quyền kỹ thuật số và SecuROM khiến cho nhiều người chơi nổi nóng khi phát hiện nó tiềm ẩn khả năng gây rủi ro an ninh cho máy tính. Tính đến này 14 tháng 9 năm 2008 (10 ngày sau khi phát hành tại Úc) thì 2.016/2.216 đánh giá tại Amazon.com đã đánh giá trò chơi 1/5 sao vì hệ thống quản lý bản quyền kỹ thuật số này. Còn Securom thì không được đề cập trên hộp đĩa, trong cuốn hướng dẫn, hoặc trong các thỏa thuận cấp phép phần mềm. Vào ngày 22 tháng 9 năm 2008, một vụ kiện đã được đệ trình chống lại EA về hệ thống quản lý bản quyền kỹ thuật số trong Spore cũng như phàn nàn về việc EA không tiết lộ sự tồn tại của Securom khi nó chạy dưới dạng một rootkit không thể tháo bỏ ngay cả khi xóa trò chơi ra khỏi máy. Một vụ kiện tương tự khác được thực hiện ngày 14 tháng 10 năm 2008 cho phiên bản chơi thử Creature Creator.
EA đã bắt đầu phân phối Spore không có Securom vào ngày 22 tháng 12 năm 2008 thông qua Steam. Chủ tịch EA Games là Frank Gibeau thông báo rằng số lượng máy có thể cài đặt một bản thông qua hệ thống này là 5 máy cùng lúc và có thể di chuyển trò chơi từ máy này sang máy khác. Nhưng chức năng di chuyển này không có ở Mac.

### Về mặt khoa học
Cộng đồng giáo dục đã thấy một số lợi ích trong việc sử dụng Spore để dạy học sinh về sự tiến hóa và sinh học. Tuy nhiên, người chơi có thể điều khiển cơ chế tiến hóa khác với thuyết tiến hóa trong một số điều quan trọng như:
- Các loài khác nhau xuất hiện trong Spore có tổ tiên khác nhau chứ không cùng một nguồn gốc và con đường "tiến hóa" của sinh vật trong trò chơi là tuyến tính thay vì phân nhánh: một loài chỉ có thể phát triển thành một loài khác, như đối chọi với các loài khác xung quanh.
- Trong Spore sinh vật của người chơi tiến hóa cùng một con đường hướng tới sự thông minh thay vì phát triển chỉ để đáp ứng với những thay đổi di truyền ngẫu nhiên và áp lực từ môi trường sống. Trong sự tiến hóa thế giới thật, có rất nhiều con đường tiến hóa có thể xảy ra và không bao giờ kết thúc trừ khi bị tuyệt chủng.
- Trong thế giới thật, môi trường là tác nhân tạo ra sự tiến hóa của sinh vật bằng cách cho phép một số cá thể có thể sinh trưởng và số khác chết đi. Trong Spore thì việc sinh vật thay đổi chỉ là theo thời gian đúng với kịch bản và "những gì mà người chơi nghĩ rằng trông ấn tượng".
- Trong Spore sinh vật phải thu thập các bộ phận mới từ những sinh vật khác hoặc từ các bộ xương để phát triển những bộ phận của chính mình. Trong thực tế điều này không xảy ra, mặc dù trong một số trường hợp một số loài có khả năng tích hợp các gen của các loài khác. Việc này khá dễ với vi khuẩn nhưng với sinh vật có cấu tạo phức tạp thì lại là chuyện khác.

Trong tạp chí Seed đã nói rằng phiên bản mang ý tưởng thực hiện ban đầu của Spore chính xác về mặt khoa học hơn phiên bản được phát hành. Phiên bản đó tập hợp các sinh vật đơn bào thực tế và thể hiện chúng như các tác phẩm nghệ thuật cũng như xem việc đi nhanh hơn ánh sáng là không thể. Tuy nhiên các chi tiết đó đã bị tháo bỏ để tạo sự thân thiện đối với người chơi bình thường. Mặc dù Seed không hoàn toàn phủ nhận khả năng dạy học của trò chơi nhưng nói rằng phiên bản phát hành của trò chơi đã phá vỡ nhiều quy luật khoa học nên có thể làm nhiều người lộn giữa "tiến hóa" và "đột biến" trong các dự án giáo dục tiềm năng mà các nhà khoa học đang muốn thử để đánh giá.

### Thương hiệu
Sau ba tuần phát hành, Electronic Arts đã thông báo là trò chơi đã bán được 2 triệu bản.
Một cửa hàng "Spore Store" đã được mở trên iTunes nơi có thể mua được các mặc hàng ăn theo của Spore như áo thun, áp phích, cũng như các phiên bản mở rộng của Spore. Cửa hàng này còn cho phép người chơi đặt hàng các sản phẩm in hình các sinh vật ưng ý nhất của mình lên áo thun, ly tách và các hình dán.
Ngoài ra còn có kế hoạch cho việc phát hành một loạt bộ thẻ hình Spore dựa trên các thẻ Sporepedia của các sinh vật, nhà cửa, xe cộ, và các hành tinh do người chơi tạo ra. Kế hoạch chế tạo những bức tượng của các sinh vật tùy chỉnh cũng được thực hiện, một số người thiết kế sinh vật của mình tại E3 2006 sau đó đã nhận được các mô hình in 3D của các sinh vật mà họ tạo ra. Vào ngày 18 tháng 12 năm 2008, thì đã có thông báo là người chơi có thể tạo ra các bức tượng này bằng cách in 3D theo công nghệ Z Corporations.
Các hàng EA, 20th Century Fox và AIG từng công bố là đang phát triển một chuyển thể phim chiếu rạp của Spore vào ngày 01 tháng 10 năm 2009. Đây sẽ là phim đồ họa vi tính do Chris Wedge đạo diễn người từng tham gia thực hiện Kỷ băng hà, Robots, Trận hùng chiến xứ sở lá cây. Đến nay thì thời điểm ra mắt của phim cũng vẫn chưa được biết.